# 黄宇光
黄宇光（1960年7月—），男，安徽芜湖人，享受国务院政府特殊津贴专家，曾任北京协和医院麻醉科主任，第十三届全国政协委员。

## 生平
1983年毕业于皖南医学院，同年于皖南医学院附属医院工作。1988年于中国协和医科大学获硕士学位，同年入职北京协和医院。1991年至1993年在美国犹他大学作访问学者。曾任北京协和医院麻醉科主任。现任北京协和医学院麻醉学系主任、主任医师、教授、博士研究生导师。

## 学术贡献
主要从事临床安全、特殊重危患者麻醉和疼痛机制等研究工作。主持国家自然科学基金、卫生部专项科研项目10余项，发表SCI论文60余篇。获卫生部科技进步二等奖、教育部科技进步二等奖、北京市科学技术三等奖等、中国医师奖等奖励，荣获“全国优秀科技工作者”、国家卫计委突出贡献中青年专家、爱尔兰麻醉医师学院荣誉院士等称号。

## 社会兼职
中华医学会理事、麻醉学分会主任委员，世界麻醉医师协会联盟（WFSA）常务理事，国际麻醉药理学会（ISAP)前主席；第十三届全国政协教科文卫委员会委员，第十二、十三届北京市政协委员，中华海外联谊会常务理事。